# バトル・イン・シアトル
『バトル・イン・シアトル』（原題:Battle in Seattle）は2007年のアメリカ、カナダ、ドイツ合作映画。

## 概要

### 製作
監督は、俳優のスチュアート・タウンゼントが行った。本作がスチュアートの初監督作品である。
また、スチュアートとシャーリーズ・セロンは『コール』(2001)、『トリコロールに燃えて』(2004)、『イーオン・フラックス』(2005)にて共演し、本作でも共に監督・出演を果たした。
製作は、『シスターズ』のカーク・ショウ、『シャッフル』、『プリティ・ヘレン』のアショク・アムリトラジが行った。

### 評価
2008年の女性映画批評家サークル賞にて、カレン・モーリー賞を獲得した。
カナダでは2007年のトロント国際映画祭、バンクーバー国際映画祭に、またアメリカでは2008年のサウス・バイ・サウスウエスト映画祭、フロリダ映画祭、シアトル国際映画祭など、複数の映画際に出品された。

### 市民団体の反対運動
本作は1999年、シアトルで実際に起きたWTO(世界貿易機関)への抗議デモ・暴動を、ドキュメンタリータッチで描いた作品である。
会議では、新ラウンド（新多角的貿易交渉）立ち上げが期待されていたが、デモの影響もあり合意に至らなかった。
また、次回以降のWTO会議でも、デモ活動は続いた。

## ストーリー
1999年のシアトルで、WTOの国際会議が開かれようとしていた。
反グローバリズム活動家のジェイは、同じく活動家のルーやサムらと大規模なデモ活動の計画を立てる。
会議が始まると、大勢の市民や活動家が集まり、シアトル中心部の交通が麻痺する。
デモは始め平和的に行われていたが、一部の男性達が暴徒化すると、機動隊が出動する事態に発展。
ついに市長は、暴徒と化したデモ隊の大量検挙を警察に指示する。
機動隊員のデイルは、活動家たちを暴力で押さえつけ、次々と逮捕する。
一方デイルの妊娠中の妻エラは、デモを避けようと路地に入るが、興奮した警官に腹を殴られる。
デイルが病院に駆けつけると、エラは既に流産した後だった。
警察の検挙は激しさを増し、ついにジェイやルーなどデモのリーダー達も逮捕・収監されてしまう。

## キャスト
| 役名         | 役柄                  | 俳優                       | 日本語吹替 |
| ------------ | --------------------- | -------------------------- | ---------- |
| ジェイ       | デモのリーダー        | マーティン・ヘンダーソン   |            |
| ルー         | 活動家                | ミシェル・ロドリゲス       | 石川綾乃   |
| ジャンゴ     | 活動家                | アンドレ・ベンジャミン     |            |
| サム         | 活動家                | ジェニファー・カーペンター | 藤田昌代   |
| ジム・トビン | シアトル市長          | レイ・リオッタ             |            |
| デイル       | 警察の機動隊員        | ウディ・ハレルソン         |            |
| エラ         | デイルの妻            | シャーリーズ・セロン       |            |
| カーラ       | エラの友人            | イワナ・ミルセヴィッチ     |            |
| ジェーン     | TVレポーター          | コニー・ニールセン         |            |
| アバシ       | WTO出席のアフリカ代表 | イザック・ド・バンコレ     |            |
| 知事         | ワシントン州知事      | ツィ・マー                 |            |
| メレク       | 医者                  | ラデ・シェルベッジア       |            |
| ランダル     |                       | ジョシュア・ジャクソン     |            |
| ジョンソン   |                       | チャニング・テイタム       |            |

## スタッフ
- 監督・脚本・製作:スチュアート・タウンゼント
- 製作 = カーク・ショウ、マキシム・レミラール、メアリー・アロー
- 製作総指揮 = アショク・アムリトラジ、ジュリアン・レミラール、クリスチャン・アーノルド＝ボイテル、マイケル・ディマーノ、スコット・リード、ギャヴィン・ワイルディング
- 音楽 = ロバート・デル・ナジャ、ニール・ダヴィッジ
- 美術 = ザイン： クリス・オーガスト
- 撮影 = バリー・アクロイド
- 編集 = フェルナンド・ヴィレナ